# Wodica (obwód Tyrgowiszte)
Wodica (bułg. Водица) – wieś w Bułgarii, w obwodzie Tyrgowiszte, w gminie Popowo. W 2024 roku liczyła 601 mieszkańców.